# Понте ал Раме (Арецо)
Понте ал Раме је насеље у Италији у округу Арецо, региону Тоскана.
Према процени из 2011. у насељу је живело 47 становника. Насеље се налази на надморској висини од 246 м.